# Formiche di Grosseto
Formiche di Grosseto (que significa en italiano, Hormigas de Grosseto) es un grupo de pequeñas islas del archipiélago Toscano. Se encuentran frente a las costas del parque natural de la Maremma, aproximadamente a 15 millas náuticas (equivalentes a 28 km) de Porto Santo Stefano en el municipio de Monte Argentario y cerca de 9 millas (14 km) de la desembocadura del río Ombrone, que forman parte de la comuna de Grosseto.
La mayor de las tres islas es el sitio donde se localiza un faro.